# The Invisible Way
The Invisible Way — деcятый студийный альбом американской инди-рок-группы Low. Он был выпущен 19 марта 2013 года на лейбле Sub Pop.
Альбом спродюсирован Джеффом Твиди из группы Wilco и записан в студии Wilco в Чикаго.
Альбом получил положительные отзывы от современных музыкальных критиков. Согласно агрегатору рецензий Metacritic, The Invisible Way получил «всеобщее признание».

## Отзывы
| Совокупная оценка    | Совокупная оценка |
| Источник             | Оценка            |
| -------------------- | ----------------- |
| AnyDecentMusic?      | 7.5/10            |
| Metacritic           | 80/100            |
| Оценки критиков      |                   |
| Источник             | Оценка            |
| AllMusic             | [ 5 ]             |
| The A.V. Club        | A−                |
| Chicago Tribune      | [ 7 ]             |
| Entertainment Weekly | B+                |
| The Independent      | [ 9 ]             |
| Mojo                 | [ 10 ]            |
| The Observer         | [ 11 ]            |
| Pitchfork            | 7.3/10            |
| Q                    | [ 13 ]            |
| Spin                 | 7/10              |

Альбом получил в целом положительные отзывы от современных музыкальных критиков. Согласно агрегатору рецензий Metacritic, The Invisible Way получил «всеобщее признание», основываясь на средневзвешенной оценке 80 из 100 из 36 оценок критиков.
В своей рецензии для The A.V. Club критик Джейсон Хеллер высоко оценил долголетие группы и сказал, что «Low как будто взяли свою проверенную и верную формулу написания песен — медленное нарастание до тлеющей кульминации — и растянули её на целый альбом». Хеллер назвал альбом «превосходным».
Фред Томас из AllMusic отметил, что «Благодаря блестящему продюсированию и тщательно подобранным аранжировкам, The Invisible Way демонстрирует группу, которая уже несколько десятилетий занимается музыкой, но все ещё находится в состоянии реальной эволюции. Несмотря на то, что это не совсем окончательное заявление о карьере, подобно Yo La Tengo, Wilco, Belle & Sebastian или любым другим группам начала 90-х, все ещё исследующим своё звучание, Low дают нам определённую главу о том, где они находятся в настоящее время, и представляют её с большей ясностью и радостью, чем мы слышали от них в последнее время».
В менее благоприятной рецензии Джордан Майнцер из Slant Magazine пожаловался, что «даже тонкие гитарные переборы Спархока и Паркера, барабанные переливы и красивые усталые голоса не могут спасти некоторые из худших треков The Invisible Way», и сказал, что альбом «даёт понять, насколько мало они эволюционировали». Другой рецензент, Том Хьюз из The Quietus, отметил, что «в лучшем случае мягкое продюсирование Твиди дополняет и подчёркивает потустороннее великолепие их гармоний; в худшем — оно предсказуемо скрыто, не в состоянии замаскировать более слабые песни и лирическую пустоту, оставляя после себя довольно смешанный мешок».

## Список композиций
Слова и музыка всех песен — Low.
| №   | Название            | Длительность |
| --- | ------------------- | ------------ |
| 1.  | «Plastic Cup»       | 3:00         |
| 2.  | «Amethyst»          | 5:20         |
| 3.  | «So Blue»           | 4:22         |
| 4.  | «Holy Ghost»        | 3:06         |
| 5.  | «Waiting»           | 2:38         |
| 6.  | «Clarence White»    | 3:48         |
| 7.  | «Four Score»        | 2:56         |
| 8.  | «Just Make It Stop» | 4:08         |
| 9.  | «Mother»            | 2:52         |
| 10. | «On My Own»         | 5:42         |
| 11. | «To Our Knees»      | 3:08         |

## Чарты
| Чарт (2013)                           | Высшая позиция |
| ------------------------------------- | -------------- |
| Ирландия (IRMA)                       | 39             |
| Великобритания (UK Albums Chart, OCC) | 44             |
| США (Billboard 200)                   | 76             |